# Fiesta 50 años
Fiesta 50 años è il quarto album in studio del gruppo musicale cileno Inti-Illimani Histórico, pubblicato nel gennaio 2017.

## Descrizione
Con quest'album il gruppo cileno intende celebrare i propri 50 anni di carriera (1967 - 2017). 
Come indicato nelle note di presentazione al disco, trattandosi, come da titolo, di una festa, hanno scelto le canzoni del loro repertorio più adatte ad essere ballate e le hanno registrate a Cuba, agli Estudios Abdala, con arrangiamenti ai quali ha collaborato Toly  Ramirez.
L'album è composto dal riarrangiamento di 9 pezzi storici degli Inti-Illimani e degli Inti-Illimani Histórico, più un brano inedito, La negra Tomasa, e uno appartenente al repertorio solista di José Seves, Esperanza y yo.
L'album è stato pubblicato in formato CD in Cile dall'etichetta discografica Plaza Independencia Música nel gennaio 2017.

## Le tracce
1. La negra Tomasa – 3:43 (testo: Guillermo Rodrigues Fiffe – musica: Guillermo Rodrigues Fiffe)
2. Esperanza y yo – 4:29 (testo: Elisabeth Morris – musica: José Seves)
3. Doña Flor – 3:58 (musica: Horacio Salinas)
4. Ritmos negros del Perú – 4:55 (testo: Nicomedes Santa Cruz – musica: José Seves)
5. Mulata – 5:52 (testo: Nicolás Guillén – musica: Horacio Salinas)
6. Un son para Portinari (feat. Eva Ayllón e Diego El Cigala) – 3:06 (testo: Nicolás Guillén – musica: Horacio Salinas)
7. Danza negra – 3:59 (testo: Luis Pales – musica: José Seves)
8. La fiesta eres tú – 4:49 (testo: Patricio Manns – musica: Horacio Salinas)
9. Medianoche – 4:05 (testo: Patricio Manns – musica: Horacio Salinas)
10. Bailando bailando – 3:28 (musica: Horacio Salinas)
11. La fiesta de San Benito – 3:37 (tradizionale della Bolivia)

## Formazione
- Horacio Salinas
- José Seves
- Horacio Durán
- Fernando Julio
- Danilo Donoso
- Hérmes Villalobos
- Camilo Salinas

### Collaboratori
- Pablo Echaurren: copertina
- Carlos Veitia, Harol Madrigal: tromba
- Michel Herrera: sax tenore
- Yoandy Agudin: trombone
- Pancho Amat: tres